# Herpen (gemeente)

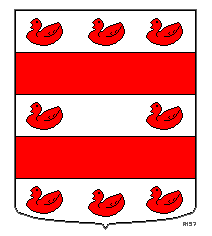
Voorgesteld dorpswapen voor Herpen

Herpen is een voormalige gemeente in Noord-Brabant die in 1941 is opgegaan in de gemeente Ravenstein.
De hoofdplaats van de gemeente was het dorp Herpen. Verder bestond de gemeente uit het dorp Overlangel en de gehuchten Aalstvoort,  Heuvels, en Koolwijk.

## Gemeentewapen

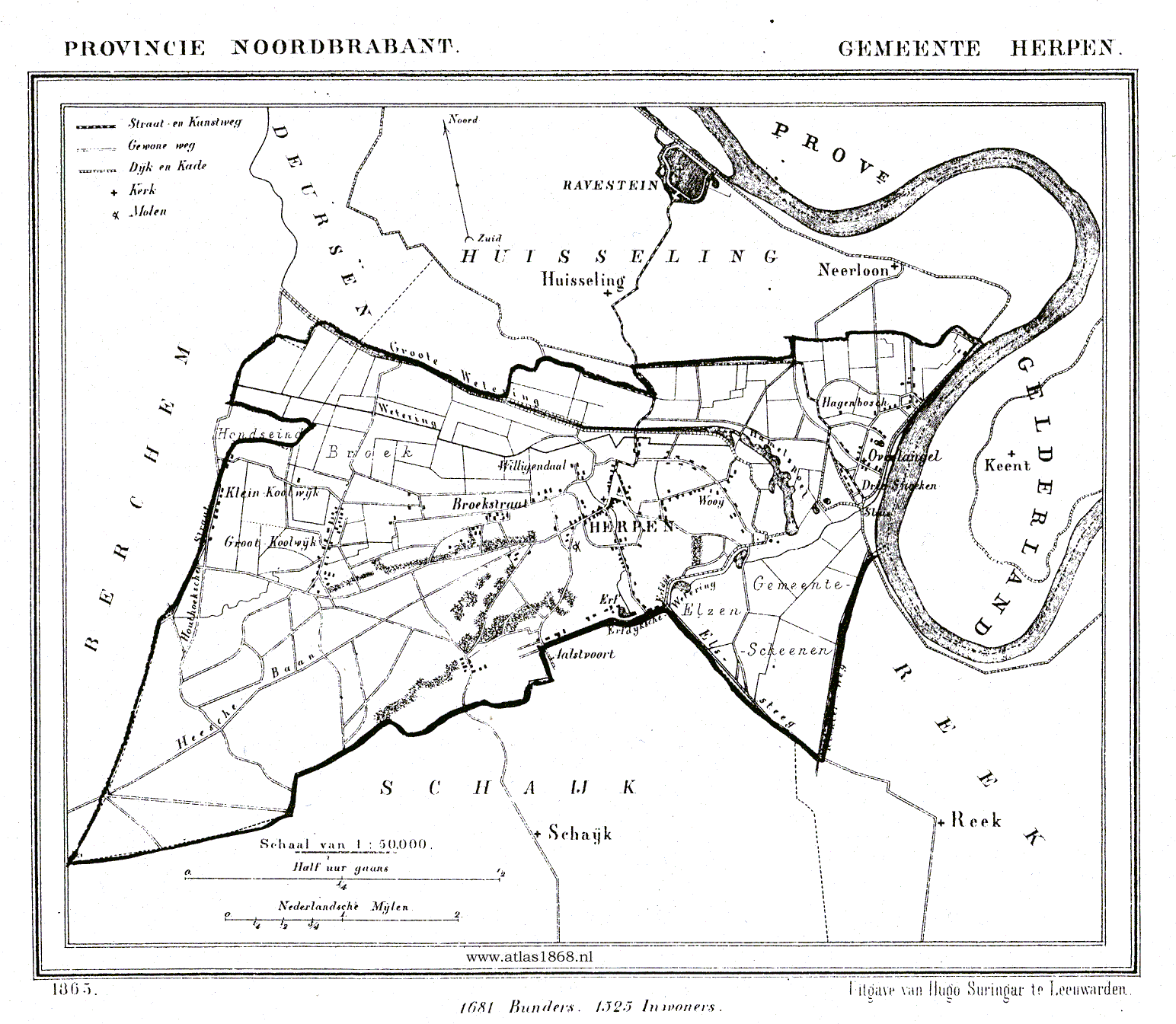
Herpen in 1865

De gemeente Herpen heeft nooit een eigen wapen gevoerd. In 1940 werd gepoogd er alsnog een te krijgen. Voorgesteld werd het rechts afgebeelde wapen: In zilver twee dwarsbalken van keel, vergezeld van acht zoomsgewijs geplaatste merletten van keel. Dit was het wapen van de Herpense tak van de familie Van Cuijk, die van 1233 tot 1324 (of 1328) het Land van Herpen in hun bezit hadden. Het wapen is vrijwel identiek aan het wapen van de Cuijkse Van Cuijks, die heer van Cuijk en Grave waren. Hun wapen was echter niet van zilver, maar van goud.